# NWLink
NWLink és la implementació de Microsoft dels protocols IPX/SPX de Novell. NWLink inclou una implementació de NetBIOS sobre IPX/SPX.
NWLink empaqueta les dades perquè siguin compatibles amb els serveis client/servidor a les xarxes NetWare. Tanmateix, NWLink no proporciona accés als serveis d'impressió i fitxers NetWare. Per accedir als serveis de fitxers i impressió, cal instal·lar el servei de client per a NetWare.
NWLink connecta servidors NetWare mitjançant el Servei de passarel·la per a NetWare o el Servei de client per a NetWare i proporciona el protocol de transport que connecta els sistemes operatius Windows amb xarxes IPX/SPX NetWare i sistemes operatius compatibles. NWLink és compatible amb les interfícies de programació d'aplicacions (API) NetBIOS i Windows Sockets.
Els protocols de NWLink són els següents:
- SPX /SPXII
- IPX
- Protocol de publicitat de servei (SAP)
- Protocol d'informació d'encaminament (RIP)
- NetBIOS
- Forwarder

NWLink també ofereix les següents funcionalitats:
- Executa altres piles de protocols de comunicació, com ara Protocol de control de transmissió/Protocol d'Internet (TCP/IP).
- Utilitza diversos tipus de marc per a l'enllaç d'adaptadors de xarxa.

## Utilitzant NWLink IPX/SPX/NetBIOS
NWLink IPX/SPX/NetBIOS Compatible Transport és la implementació de Microsoft de la pila de protocols Novell IPX/SPX (Internetwork Packet Exchange/Sequenced Packet Exchange). La implementació de Windows XP de la pila de protocols IPX/SPX afegeix suport NetBIOS. La funció principal de NWLink és actuar com a protocol de transport per encaminar paquets a través d'internetworks. Per si mateix, el protocol NWLink no us permet accedir a les dades a través de la xarxa. Si voleu accedir als serveis d'impressió i fitxers de NetWare, heu d'instal·lar NWLink i els serveis de client per a NetWare (programari que funciona a les capes superiors del model OSI per permetre l'accés als serveis d'impressió i fitxers). Un dels avantatges d'utilitzar NWLink és que és fàcil d'instal·lar i configurar.

## Configuració de NWLink IPX/SPX
Les úniques opcions que es configuren per a NWLink són el número de xarxa interna i el tipus de trama. Normalment, deixeu ambdues configuracions en els seus valors predeterminats. El número de xarxa interna s'utilitza habitualment per identificar els servidors de fitxers NetWare. També s'utilitza quan s'executa File and Print Services per a NetWare o utilitzant l'encaminament IPX. El tipus de trama especifica com s'empaqueten les dades per a la transmissió a la xarxa. Si els ordinadors que utilitzen NWLink utilitzen diferents tipus de trama, no es poden comunicar entre ells. La configuració predeterminada per al tipus de trama és Detecció automàtica, que intentarà triar automàticament un tipus de trama compatible per a la vostra xarxa. Si necessiteu connectar-vos a servidors que utilitzen diversos tipus de trama, haureu de configurar la detecció manual de tipus de trama, que us permetrà utilitzar un tipus de trama diferent per a cada xarxa.